# Casa de Contreras
La casa de Contreras, o conocida simplemente como linaje de los Contreras, es una casa nobiliaria española, originaria de la Corona de Castilla, que se remonta al siglo X.
Aunque el linaje noble de esta familia viene de tiempos de los visigodos, históricamente la casa de los Contreras obtuvo el título y prerrogativa de infanzón o hidalgos para sus miembros y sucesores, por concesión de uno de los primeros monarcas de la Corona de Castilla.

## Etimología
Su nombre con seguridad proviene de la localidad de Contreras en Burgos, partido judicial de Salas de los Infantes. El nombre de Contreras (kontreras) ha inducido en alguna ocasión a identificar este pueblo como la antigua Contrevia romana que se puede localizar en la zona.

## Historia
Los orígenes del linaje de los Contreras, se remontan al siglo x. El fundador de dicha casa fue Fernán de Sassa, quien además de adoptar el apellido de Contreras, obtiene el título y prerrogativa de infanzón para él y sus sucesores en el año 939, por concesión de su supuesto tío  Fernán González (casa de Lara). Fernán de Sassa es pues el primer miembro identificable de esta familia noble, una de las más importantes de la ciudad de Segovia hasta la caída del antiguo régimen. Alguna nobleza comarcal ancestral adoptará el mismo apellido, entroncando con posterioridad con la rama del fundador.
El título y prerrogativa de infanzón o hidalgo de los Contreras es concedido en merced de las múltiples victorias y valentía demostrada durante las incursiones feudales cristianas en los territorios musulmanes y en especial contra Abderramán III, con la legendaria ocupación de la fortaleza de Carazo (Burgos) en el primer tercio del siglo X. Las actuales ruinas de la famosa fortaleza de Carazo se hallan en el centro del triángulo que forman Santo Domingo de Silos, Carazo y Contreras (dentro del territorio de este último). Parece que Gonzalo Téllez antes de ocupar el valle del Duero desalojó de la fortaleza a los moros, y es ahí donde comienza la historia de la Casa de Contreras, cuando junto con Fernán González, primer conde de Castilla  destruye la torre de Carazo, repuebla la zona, y funda junto a su madre Muniadona de Lara, el monasterio de San Pedro de Arlanza (donde será enterrado y más tarde trasladado a la Colegiata de San Cosme y San Damián (Covarrubias)).
La caída de la fortaleza de Carazo será añadida luego como símbolo en el escudo heráldico de la casa de Contreras, con la representación de una torre de oro invertida sobre fondo de gules (rojo). Una de las primeras referencias históricas de Carazo aparece en el poema de Fernán González, anónimo, del siglo XIII:
Entonces era Castilla un pequeño rincón,
era de castellano Montes de Oca mojón,
e de la otra parte Fitero el fondón,
moros tenían a Carazo en aquella sazón.
No obstante, formalmente se considera el año 939 con la Batalla de Simancas la fecha de concesión de los privilegios a la casa de Contreras (ver, Fuero de Sepúlveda concedido en 940 por Fernán González tras la conquista de Sepúlveda). En esta batalla de Simancas Fernán de Sassa acompaña al conde de Castilla.
Con posterioridad la casa de Contreras se establecerá en Segovia en el siglo XII, formando los dos linajes de los Contreras de Segovia: Los «Contreras blancos» y los «Contreras negros», extendiéndose diferentes ramas de la familia por todo el territorio peninsular y el nuevo continente. En concreto, la documentación del siglo XIV hace mención de miembros de esta familia sirviendo al lado de diversos monarcas de Castilla, entre otros: Fernán González de Contreras, regidor de Segovia y maestresala del rey Pedro I de Castilla, casado con  María García de la Rua; o su hijo o hermano, Pedro González de Contreras, también regidor de Segovia y maestresala del rey  Enrique III de Castilla, casado en segundas nupcias con Urraca Glez. Dávila. Del también llamado Fernán González de Contreras, hijo del hermano de Pedro, que casa con Angelina de Grecia, nacerá Diego de Contreras, quien funda el mayorazgo de los Contreras en Ávila por facultad concedida por el rey Juan II de Castilla el 10 de febrero de 1443 junto con su esposa, y cuyos hijos (c. 1410), Fernán y Juan, inician los dos conocidos linajes Contreras de Segovia.
Los «Contreras negros», descendientes de Fernán, rama de los que proviene la casa del marquesado de Lozoya en 1686; y los «Contreras blancos», descendientes de su hermano Juan, rama de los que proviene la casa del condado de Cobatillas en 1661.
La casa de Contreras, en la actualidad bastante diluida, durante más de nueve siglos entroncó con importantes dinastías nobiliarias y consta como apellido en la mayoría de las genealogías de la nobleza de España, por gozar de la característica de ser una de los linajes más antiguos de la aristocracia hispana, y por tener un importante papel histórico en la conquista o repoblación feudal de la península ibérica y la gobernación del nuevo mundo.

## Heráldica

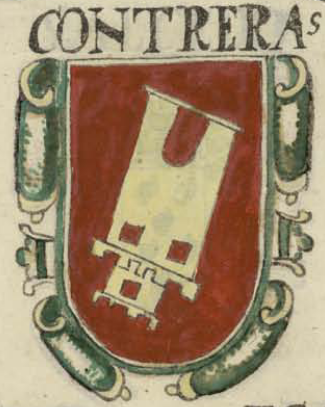
Libro de blasones y escudos de armas de varios linajes por Alexandro de Silva Barreto y Almeyda; 1601; Archivo: BNE

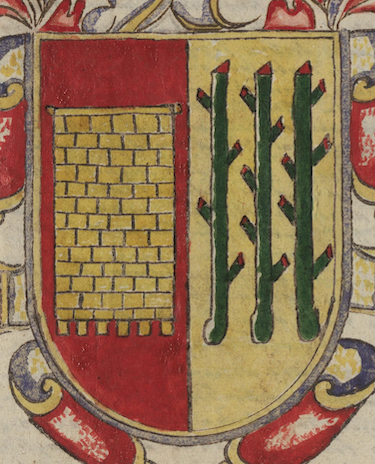
Libro Linajes de Extremadura por Alexandro de Silva Barreto y Almeyda; 1601; Archivo: BNE

El primitivo escudo de armas del título y prerrogativa de infanzón e hidalgo de la casa de Contreras es:
- En plata, tres bastones de azur. Existen distintas variantes de esmaltes según las familias que lo ostenten, como en oro con tres bastones de sinople, en campo azur con tres bastones de oro, o en plata con tres bastones de gules;
- En gules, una torre, castillo o muro almenado de oro invertido, en recuerdo de la caída de la fortaleza de Carazo (Burgos); también con la opción en azur con torre de plata invertida;

Estas dos representaciones pueden ir por separado o en escudo partido y cuartelado; en algunos casos y en todas sus representaciones con o sin la opción de bordura de gules con ocho aspas de san Andrés en oro, conocida en heráldica como la bordura de Baeza o bordura aspada española, cuya difusión viene de la memoria de los que participaron y obtuvieron la victoria de Baeza en 1227 al mando de Fernando III de Castilla y López Díaz de Haro (ver Taifa de Baeza y Batalla de Las Navas de Tolosa). No hay constancia fehaciente de la participación de los Contreras en dicha victoria, pero en heráldica este tipo de bordura fue habitual añadirla en las armas, por matrimonios e imposiciones de mayorazgos, en recuerdo de las épocas de la repoblación feudal de la península Ibérica.
Debido a las sucesivas alianzas familiares y diferentes estirpes del linaje de los Contreras, es frecuente encontrar el escudo de la casa de Contreras incorporado en combinación con otros linajes en muchos blasones de la nobleza de España (ver escudos de los títulos nobiliarios asociados al linaje de los Contreras).